# Salgótarjáni Öblösüveggyár
Salgótarjáni Öblösüveggyár több mint 100 éves hagyománnyal rendelkező magyar üveggyár volt.

## Története

### Kezdetek
A gyárat 1893. december 10-én adták át az Egyesült Magyarhoni Üveggyárak Rt. 6. gyáraként. A palackgyárat Lukács Béla Huta néven indították. Működéséhez minden megtalálható volt az akkor még falu Salgótarjánban. Jó minőségű barnaszén, kvarchomok s vasút. A gyár az első 20 évében kézi fúvással készített ásványvizes, boros, sörös, likőrös, gyógy- és vegyszeres palackokat. 1897–98-ban már 4,7 millió palackot adtak el.
1904. decembertől a gyár önállósult s Salgótarjáni Palackgyár néven működött 1909. márciusig. Akkor a cseh Mühling Union Glashütten AG irányítása alá került. Ekkor komoly fejlesztések indultak. 1913-ban vásárolták meg az Owens-rendszerű palackfúvó automatát. Ezzel került először alkalmazásra a magyar üveggyártásban automatika. Ez a gép 1958-ig termelt. De a gyártás során a kézi fúvás maradt a döntő. Ausztriából, Németországból és Csehországból származó üvegesek is dolgoztak a gyárban. 1914-ben már 440 fő volt a létszám.
1922-ben a Salgótarjáni Kőszénbánya Rt. felvásárolta a cég részvényeinek 2/3-át, majd 1925-ben a teljes részvényállományt. 1927-ben az addig csupán zöldüveggyártást kiegészítették a fehér üveg gyártásával is. Először kézi prés és félautomata (KIKO) termékeket gyártottak színtelen üvegből. 1929-ben építették meg az első finomüveg gyártására alkalmas fazekaskemencét. Ezután már exporttermékeket is képesek voltak előállítani. Ez leginkább díszített üvegáru volt. Ezért is hozták létre 1931-ben a csiszoló-, majd a festőműhelyt. 1932-től indult meg a színes üveg gyártása. 1933-ban nevet változtattak, Salgótarjáni Üveggyár Rt. néven működtek tovább.
A gyár az 1930-as évek végén az ország legkorszerűbb üveggyárai közé tartozott. 1937-től a szakképzést is bevezették a gyárban.
A második világháború az export lehetőségét a minimumra csökkentette, de a gyár a belső fogyasztásra továbbra is termelt. Az 1940-es években, Erdély visszacsatolása után sok üvegfúvó érkezett onnan a gyárba.
1944. december 18-án a gyár leállt. A gyár gépeinek egy részét a Mühlig Union Teplitz-Shönaui címére 5 vagonban szállították el. De a szállítmány nem ért célba, lengyel megszállási övezetbe került, és sosem került vissza Salgótarjánba. De a munkások pár gép motorját s alkatrészeit az egyik kemence alá befalazva meg tudták menteni, így a háború után ezekkel az alkatrészekkel újra tudták indítani a gyártást 1945. március elején.

### Fénykor
A gyárat 1948. március 25-én államosították, s 1949-től mint Salgótarjáni Üveggyár Nemzeti Vállalat működött. Nagy fejlődést jelentett a gyár teljes felújítása (2 szakaszban, 1953–70 közt), amelyben új kádkemencék, fazekaskemencék, üzemcsarnokok, irodaház épült, új automata gépeket helyeztek üzembe. 1968-tól a gyár neve Üvegipari Művek Salgótarjáni Öblösüveggyár lett. Az 1970–80-as évek a gyár fénykora volt. A világ minden tájára exportált kézi és gépi gyártású üvegeket.
Az 1980-tól bekövetkezett gazdasági változások, a külső piaci igények változása, a műszaki, technológiai fejlesztések elmaradása a gyár hanyatlását okozták.
Az 1990-es évek elején, a politikai változásokkal a keleti piacok elvesztek, a belföldi piac jelentősen csökkent. 1992-től a gyár az Üvegipari Művek megszűnése s a külkereskedelmi cégek felbomlása után ST Glass Öblösüveggyártó és Forgalmazó Rt. néven önálló cégként működött tovább. De az önállóság nehéz helyzetben találta a gyárat. Volt év, mikor a több mint 10 gyárat tömörítő Üvegipari Művek nyereségének 30%-át ez a gyár adta. De a fejlesztések s a pénzek felosztása a megszűnésekor nem ennek arányában történt. A gyár tőkehiánnyal indult az önálló életbe.
A 2001–2002-es évben javult a helyzet, pályázati források segítségével nagyobb beruházások történtek. Megújult a termékszerkezet is. 2003-ban a gyár termelésének mintegy 70%-a már tőkés exportra készült, megközelítőleg 4 milliárd Ft értékben.

### Felszámolása
2006-ban fizetési gondok miatt a gyár felszámolásra került. Többszöri tulajváltás után a losonci (Szlovákia) R-Glass S. r. o. tulajdonába került. Az 1970-es években még több ezer dolgozót foglalkoztató cég ekkor valamivel több mint 400 fővel került az új tulajhoz.
2009-ben ismét felszámolás kezdődött, ekkor már csak kb. 270 fővel. A gyár kemencéit 2009. októberben oltották ki. A felszámolás alatt a létszámot leépítették, csak kb. 20 fő maradt a már alapüveget nem termelő gyárban. A megmaradt raktárkészlet árusítása s pár termék festés utáni eladása folyt.
A többszöri pályáztatás után a gyár 2011. novemberben új tulajhoz került. A Geneva Invest Kft. a gyár újraindítása, a kézi termelés kb. 25 fővel történő beindítása tervéről nyilatkozott. De 2012. januárban új tulajdonosa lett a gyárnak, a Glassflower Kft. Gyártás nem folyik az üzem területén.

## Újraindítás
2012. december 3-án a Salgótarjáni Önkormányzat 13 millió Ft-os támogatásával indították újra az öblösüveggyártást, a 2009. áprilisban bezárt URSA Salgótarjáni Üveggyapot Zrt. telephelyén, az új cég neve Tarján Glass Kft., mely csak kézi gyártású, ill. félautomata technológiával előállított termékeket készít.

## Tervezők
A Salgótarjáni Öblösüveggyár a két világháború közt az országban elsőként alkalmazott tervezőművészt, Mánczos József-et.
A teljesség igénye nélkül, a további években termék formatervezőként dolgoztak a gyárban:
Takács Géza, Erdei Sándor, Prunner Gabriella, Kanyák Zsófia, N. Hamza Erzsébet, Balogh Eleonóra, Bartus Ágnes, Suháné Somkúti Katalin, Szilcz Marianna, Tamási Gabriella, Metz Beatrix, Dósa Zsuzsanna, Tamás Lívia, Bodnár Bernadett.

## A gyár vezetői
Schefczik Oszkár, Leitner Gyula, Epstein József, Humeny Miksa, Seimetz Károly, Szente László, Schreiner Jenő, Köhl Oswald, Wiesinger(Jermendy) Károly, Osváth Kálmán, Zoltán Frigyes, Brabecz József, Gritz Viktor, Alics János, Szabó László, Szűcs Albert, Rupf Mihály, Mester Lajos, Némedy József, Papp Gyula, Varga Gyula, Kazinczy Gyula, Naményi Péter, Aranyos Ferencné, Petrilla György, Ján Riecica.

## A gyár termékei
Pár kézi gyártású termék:

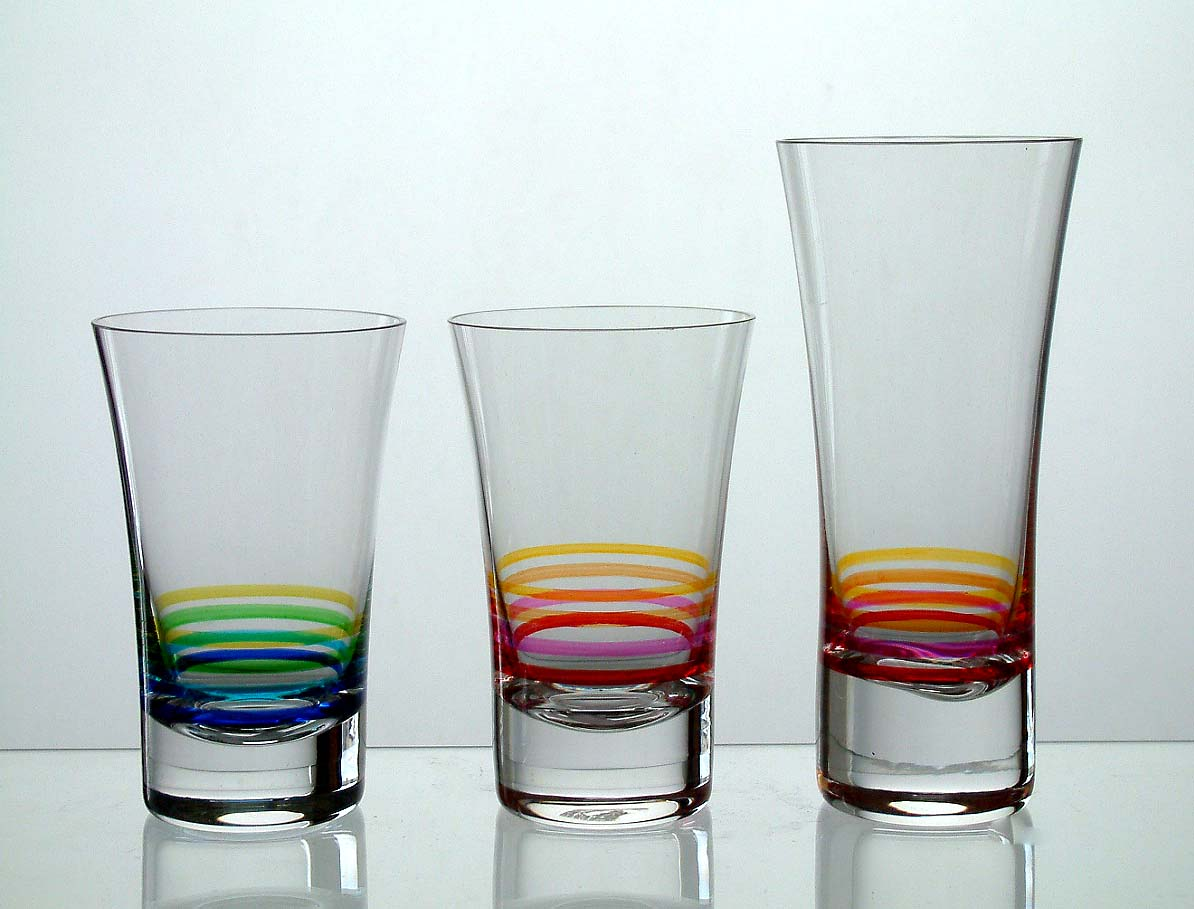
kézifestett poharak
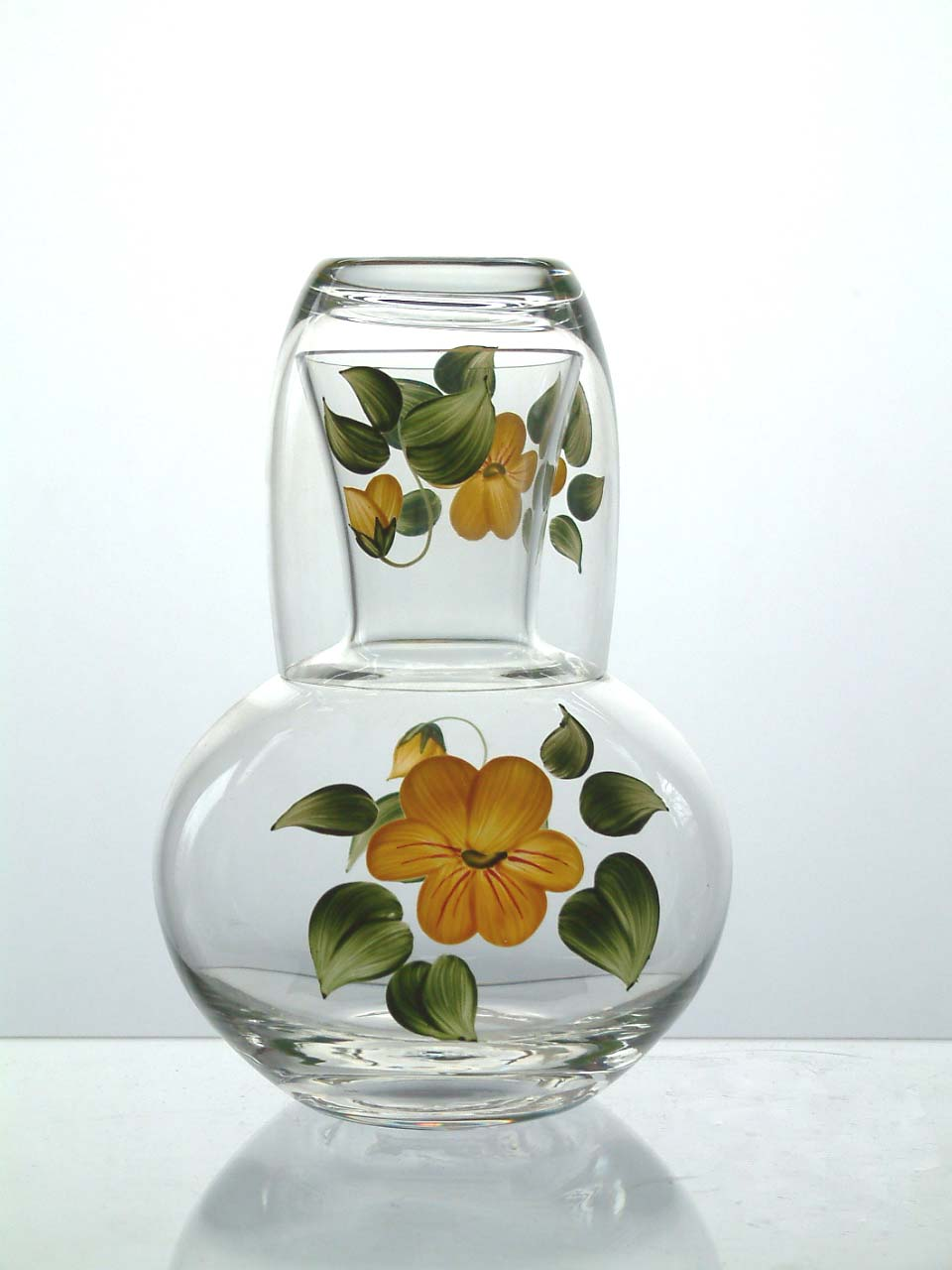
kézifestett palack s pohár
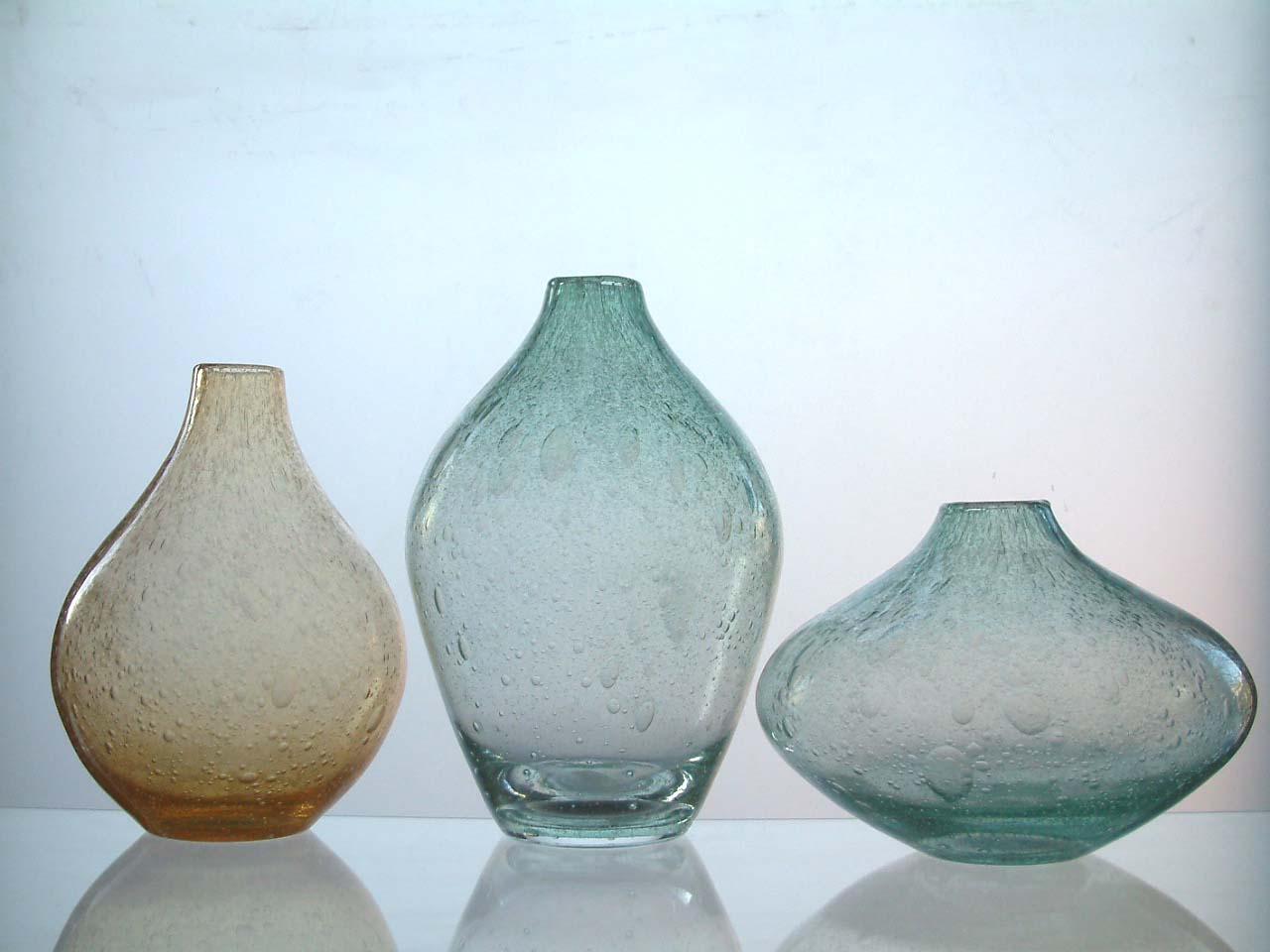
színesüvegvázák
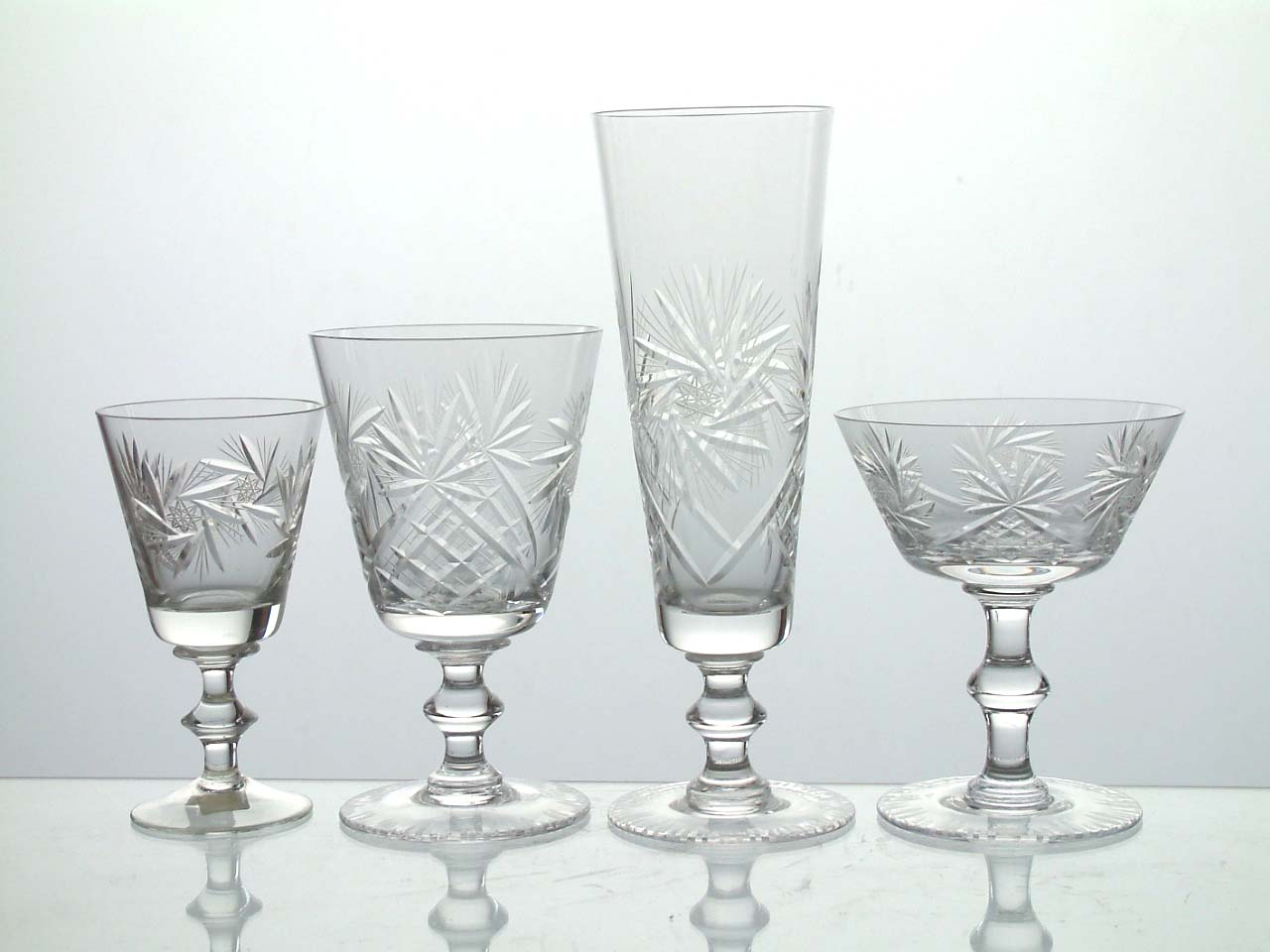
csiszolt kelyhek

Pár gépi gyártású termék:

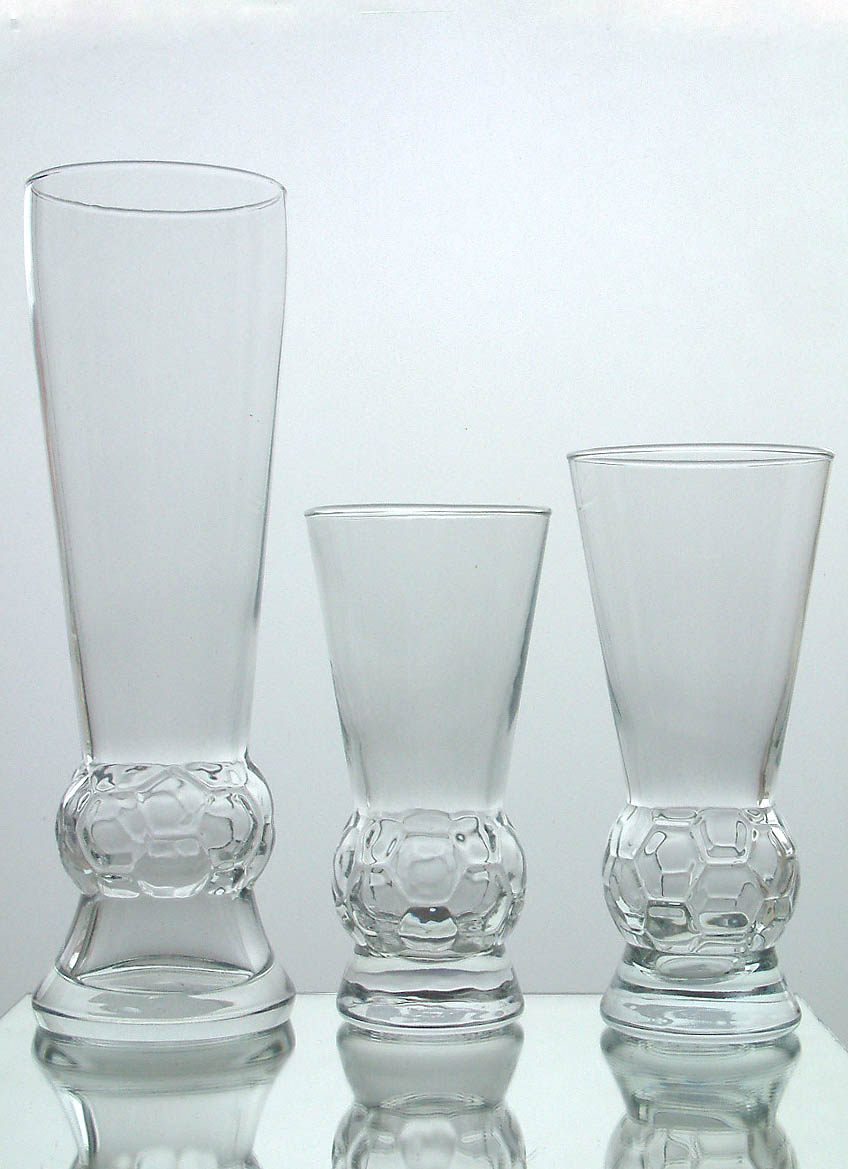
automata söröspoharak
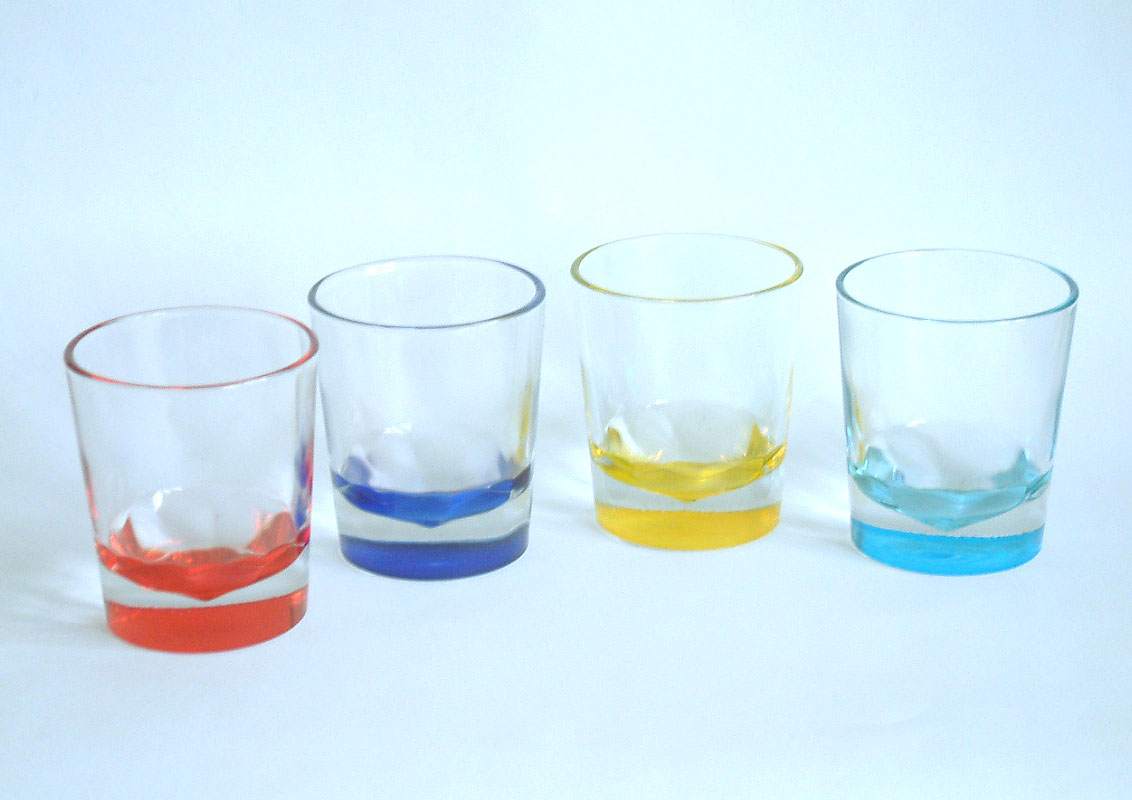
festett préspoharak
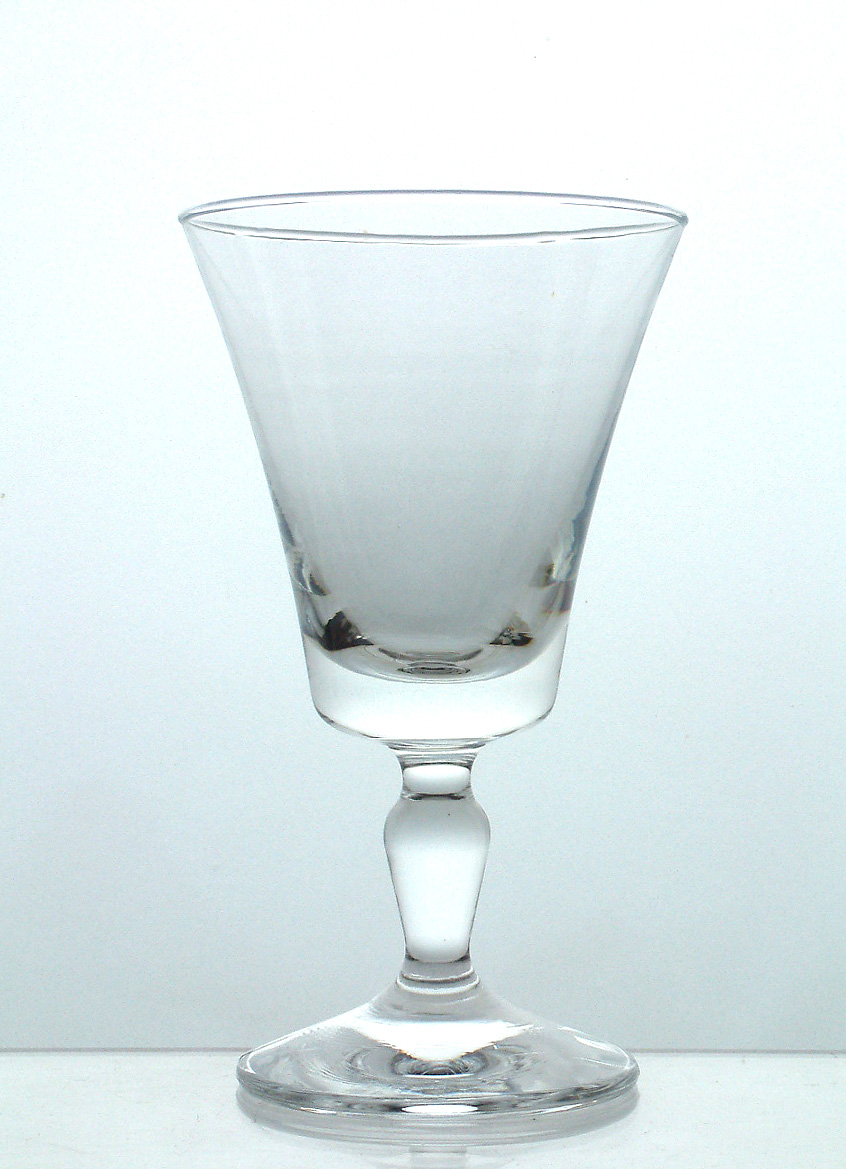
automata kehely
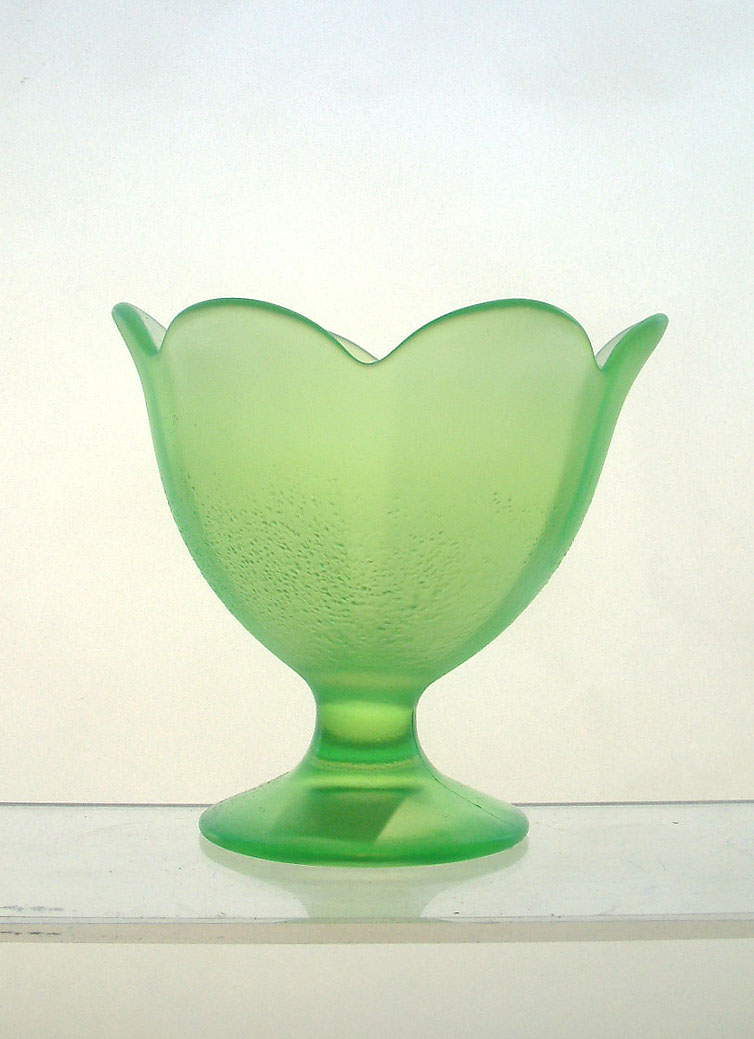
festett présfagylaltos

## Érdekességek
- A gyár főbejárata mellett, bal oldalon áll Ispánki József: Üvegfúvó szobra (1961, alumínium), melyet pár forrás Melocco Miklós szobraként említ.
- A városközpont felé, a gyár végénél egy kis téren áll id. Kalló Viktor – ifj. Kalló Viktor – Kalló Iván: Üvegfúvók című alkotása (1983).